# Pachetra extrema
Pachetra extrema är en fjärilsart som beskrevs av Barend J. Lempke 1940. Pachetra extrema ingår i släktet Pachetra och familjen nattflyn. Inga underarter finns listade i Catalogue of Life.